# Bruna Abdullah
Bruna Abdullah (Guaíba, 24 de outubro de 1986) é uma modelo brasileira radicada na Índia. Ela é conhecida por seu papel como "Giselle" no filme de Punit Malhotra, I Hate Luv Storys, ao lado de Imran Khan e Sonam Kapoor. Entretanto, ela foi primeiramente noticiada no programa do Channel V, India's Hottest.

## Carreira como atriz e modelo
Ela apareceu no reality show Khatron Ke Khiladi no canal Colors TV, de Akshay Kumar. Ela foi eliminada no terceiro dia, transmitido em 9 de setembro de 2009 apenas para fazer uma re-entrada Wild Card em 17 de setembro de 2009. Finalmente ela foi eliminada no episódio do dia 24 de setembro de 2009.
Ela apareceu no cover de Maxim. Também apareceu no comercial do Indusind Bank ao lado de Ranvir Shorey. Apareceu como figurante em Desi Boyz lançado em 2011. Ela também estrelou o filme Tâmil Billa II, muito esperado em 2012. Também apareceu em um comercial da Reebok como MS Dhoni.

## Filmografia
| Ano  | Título                    | Papel                         | Notas                                  |
| ---- | ------------------------- | ----------------------------- | -------------------------------------- |
| 2007 | Cash                      |                               | Figurante na música "Reham Kare"       |
| 2010 | I Hate Luv Storys         | Giselle                       | Filme em hindi                         |
| 2011 | Desi Boyz                 |                               | Figurante na música "Subha Hone Na De" |
| 2012 | Billa II                  | Sameera                       | Filme em tâmil                         |
| 2013 | Grand Masti               | Mary                          | Filme em hindi                         |
| 2014 | Jai Ho                    | Anne                          | Filme em hindi                         |
| 2016 | Mastizaade                | Bunty (participação especial) | Filme em hindi                         |
| 2016 | Yea Toh Two Much Ho Gayaa | Tina                          | Filme em hindi                         |
| 2018 | Udanchhoo                 | Julia                         | Filme em hindi                         |

## Televisão
| Ano  | Trabalho           | Papel     |
| ---- | ------------------ | --------- |
| 2008 | Dancing Queen      | Ela mesma |
| 2009 | Khatron Ke Khiladi | Ela mesma |
| 2009 | Caminho das Índias | Goa       |
| 2013 | Nach Baliye 6      | Ela mesma |
| 2014 | Comedy Classes     | Nancy     |

## Vida pessoal
Bruna Abdullah é filha de um pai de origem libanesa e uma mãe de origem italiana e portuguesa. Bruna mora em Mumbai e tem seus olhos focados em Bollywood. Ela dançou como figurante na música Rehem Kare para o filme de Anubhav Sinha Cash. Esta música de Anubhav foi o seu "trampolim".